# 繼曉
繼曉（？年—1488年），湖廣江夏僧人，明朝通元翊教廣善國師。

## 生平
明憲宗時期，繼曉以秘術被梁芳所引薦，授予僧錄司左覺義，後升任為右善世，被任命為通元翊教廣善國師。繼曉每天勸誘明憲宗要經常誦經祈禱、拜懺禮佛等佛事，將大永昌寺蓋於刑場，逼迫數百家民眾遷居，浪費國庫錢財數十萬。員外郎林俊請求斬繼曉、治罪梁芳以謝天下，明憲宗大怒，林俊遭逮捕下詔獄審訊。繼曉擔心引火上身，於是請求回鄉以奉養母親，並請求五百道的空名度牒，明憲宗應允繼曉的請求。 
成化二十一年（1485年），星象發生異常變化，言官極力論繼曉的罪狀，明憲宗將繼曉貶為平民。
明孝宗登基後，繼曉因科臣林廷玉的建言，遭逮捕治罪，一開始刑部擬繼曉應當處死，但由於事在赦前，不適合處死，都給事中陳矞等人、御史魏璋等審閱研究後，認為繼曉罪刑重大，刑部擬的判決不當，弘治元年（1488年）十一月，繼曉送刑場處死，屍體棄置街頭示眾。

## 軼聞
繼曉原姓黃。
成化十九年（1483年），繼曉自行奏請確表其母朱氏，繼曉母親本為娼妓，明憲宗對繼曉所奏請的皆立即依從。
繼曉本在楚王府推廣房中術，醜聞敗露後，便潛逃到京城，藉由梁芳的舉薦，繼曉以房中術驟貴，被明憲宗尊為法王。

## 評價
- 李俊率六科諸臣上疏：今都城佛剎迄無寧工，京營軍士不復遺力。如國師繼曉假術濟私，糜耗特甚，中外切齒。《明史·李俊傳》
- 彭程：頃李孜省、繼曉輩倡邪說，而先帝篤信之者，意在遠希福壽也。今二人已伏重辟，則禍患之來，二人尚不能自免，豈能福壽他人。《明史·彭程傳》

## 延伸阅读
[在维基数据编辑]
 《明史卷三百〇七》，出自《明史》